# Pseudodiaptomus panamensis
Pseudodiaptomus panamensis is een eenoogkreeftjessoort uit de familie van de Pseudodiaptomidae. De wetenschappelijke naam van de soort is voor het eerst geldig gepubliceerd in 1989 door Walter.